# مقاطعة إزميرالدا (نيفادا)
مقاطعة إزميرالدا (بالإنجليزية: Esmeralda County)‏ هي إحدى مقاطعات ولاية نيفادا في الولايات المتحدة الأمريكية.